# Under the God
Under the God is de eerste single van de Britse band Tin Machine en de zesde track van hun debuutalbum Tin Machine uit 1989.
In tegenstelling tot wat de norm is, werd de single pas enkele weken na het album uitgebracht. De videoclip, geregisseerd door Julien Temple, bevatte de band tijdens een optreden terwijl het publiek het podium bestormt. Het nummer werd gespeeld tijdens de beide tournees van Tin Machine, de Tin Machine Tour en de It's My Life Tour.

## Tracklijst
7"-versie
1. "Under the God" (David Bowie) - 4:06
2. "Sacrifice Yourself" (Bowie/Hunt Sales/Tony Sales) - 2:08

10"/12"/cd-versie
1. "Under the God" (David Bowie) - 4:06
2. "Sacrifice Yourself" (Bowie/H. Sales/T. Sales) - 2:08
3. "The Interview" (een interview met de band) - 12:23

## Muzikanten
- David Bowie: leadzang, slaggitaar
- Reeves Gabrels: leadgitaar
- Hunt Sales: drums, achtergrondzang
- Tony Sales: basgitaar, achtergrondzang